# رابین (مینه‌سوتا)
رابین (به انگلیسی: Robbin) یک منطقهٔ مسکونی در ایالات متحده آمریکا است که در شهرستان کیتسان، مینه‌سوتا واقع شده‌است. رابین ۲۴۲٫۹۳ متر بالاتر از سطح دریا واقع شده‌است.